# Состинские озёра
Состинские озёра — крупная естественная озёрная система в Калмыкии на юго-западе Чёрных Земель и в восточной части Кумо-Манычской впадины. Состинские озёра приурочены к устью реки Восточный Маныч и представляют собой ряд водоёмов соединённых между собой русловыми протоками. Некоторые водоёмы имеют рыбохозяйственное значение.
Наиболее крупные озёра: Кекю (Светлое) (20,8 км²), Колтан-Нур (9,12 км²), Состинское (7,37 км²) Харэрга (5,82 км²), Кёк-Усн (4,85 км²), Можарское озеро (восточное) (4,27 км²), Матхир (4,07 км²), Торце (3,78 км²), Киркита (3,66 км²).
Между озёрами Кирпичное и Состинское расположен посёлок Ачинеры.

## Физико-географическая характеристика

### Геоморфология
Рельеф территории сформировался в голоценовый период под влиянием трансгрессии Каспийского моря. Вследствие реликтового происхождения прилегающие к озёрам почвы засолонены, а грунтовые воды сильно минерализованы, глубина их до 5 м.

### Гидрология
Гидрологический режим озёр искусственно-антропогенный. До 1970 года источниками воды в озёрах служили атмосферные осадки и весенний сток Восточного Маныча. После строительства плотины Чограйского водохранилища вода из него стала поступать в Состинские озёра, подняв их уровень и увеличив площадь. Первоначальная площадь озёр составляла 68,1 км², к 1979 году она увеличилась до 100 км². Площадь озёр напрямую зависит от объёма воды, поступающих из Черноземельской оросительно-обводнительной системы. В 1996 году в связи с сокращение объёма сбрасываемых вод их площадь составила 51,2 км², из них площадь рыбохозяйственных водоёмов составляла примерно 29 км². В 1999 года этот показатель снизился до 20 км².

### Гидрохимия
Преобладают солоноводные водоёмы, однако поступление воды из Чограйского водохранилища привело к опреснению некоторых из них, в том числе озера Кёке-Усун и близлежащих. Гидрохимические показатели воды озёр определяются эпизодичностью притока воды. Минерализация воды увеличивается к осени. Кроме того, она зависит от удалённости места от источников воды. Максимальные значения в некоторых бесприточных озёрах составляли 38,3 г/л в 1997 году. Вода Состинских озёр имеет в основном натриево-сульфатно-хлоридный состав. Гидрохимический режим непересыхающих озёр благоприятен для обитания гидробионтов.

### Флора и фауна
Высшая растительность озёр составлена преимущественно тростником. Занимаемая ей площадь составляет 25-30 % поверхности и имеет тенденцию к увеличению. Погруженная растительность представлена двумя видами рдестов, урутью и роголистником. Этот тип растительности интенсивно наращивает свою массу, занимая в июле-августе до 60-70 % поверхности озёр.
Видовой состав водорослей Состинских озёр колеблется от 38 до 42 видов. В течение всего сезона постоянными компонентами озёрного фитопланктона являются зелёные водоросли. Весной также значительно присутствие диатомовых водорослей, относящихся к родам Cyclotella и Nitzschia. Весной биомасса зеленных водорослей достигает 1,58 г/м³, диатомовых — 2,3 г/м³. Летом разнообразие фитопланктона повышается из-за присутствия теплолюбивых сине-зелёных водорослей.
Зоопланктон Состинских озёр представлен преимущественно ветвистоусыми (Cladocera) и веслоногими (Copepoda)
ракообразными. Биомасса зоопланктона составляет 0,71-1,48 г/м³ в зависимости от времени года.
Ихтиофауна Состинских озёр формировалась за счёт аборигенных видов рыб, обитавших в Восточном Маныче до строительства плотин (краснопёрка, верховка, золотой и серебряный караси, судак, сазан). Позже произошло обогащение видового состав путём проникновения видов из Чограйского водохранилища. В 1961 году в составе ихтиофауны озёр насчитывалось 6 видов, в 1972 году — 10, а в 1996 году — 24 вида.
Состинские озёра являются ключевой орнитологической территорией (КОТР). Всего на Состинских озёрах зафиксировано 80 видов птиц, из которых 65 имеют гнездовья. Наблюдаются значительные летние группировки неразмножающихся журавлей-красавок, регулярно залетают кудрявые пеликаны, обычны на остановках во время миграций краснозобые казарки и савки).

## Особо охраняемые природные территории
В районе Состинских озёр в 1994 году был создан заказник регионального значения «Состинский» площадью 31 400 га. Территория заказника — ветвь главного миграционного пути птиц водно-болотного комплекса через долины рек Маныч и Кумы соединяющихся с Каспийским морем.

## Экологическая ситуация
Большинство водоемов Состинской системы озёр сильно обмелели из-за нехватки воды, подаваемой из Чограйского водохранилища по каналу Черноземельской оросительной системы. Это обусловлено ограничением потребления воды сельскими хозяйствами. По району озёр проходит трасса нефтепровода Тенгиз-Новороссийск, что представляет потенциальную угрозу экосистеме озёр. На песчаных участках происходят процессы опустынивания.